# A Barefoot Dream
A Barefoot Dream (koreanisch 맨발의 꿈 Maenbalui Kkum) ist ein Filmdrama von Regisseur Kim Tae-gyun. Es ist eine südkoreanisch/japanische Ko-Produktion. Der Film beruht auf der wahren Geschichte von Kim Shin-hwan, einem ehemaligen Fußballer aus Südkorea, der nach Osttimor geht, dort eine Jugendmannschaft trainiert und zum „koreanischen Hiddink“ wird.
Der Film war der südkoreanische Wettbewerbsbeitrag als bester fremdsprachiger Film zur Oscarverleihung 2011, kam aber nicht unter die Nominierungen. Der Film lief in Südkorea in etwa 350 Kinos, 332.699 Zuschauer sahen sich den Film an. Insgesamt spielte der Film zwei Millionen US-Dollar ein.

## Handlung

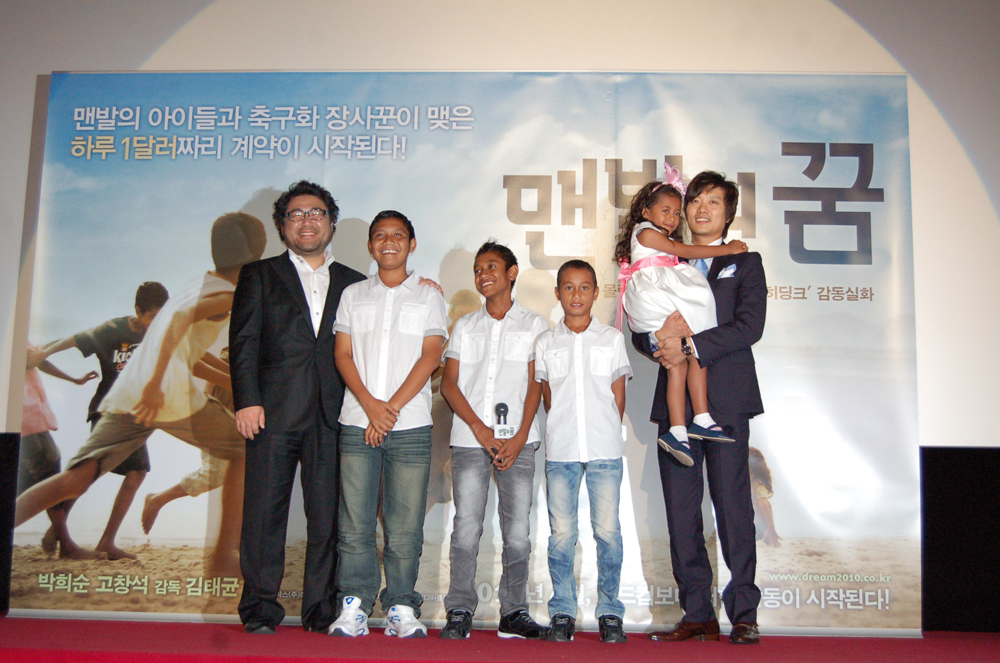
Einige der Schauspieler

Kim Won-kang ist ein ehemaliges Fußballtalent, dessen Leben gerade in die Brüche geht. Nach einem geplatzten Geschäft verschlägt es ihn im Oktober 2001 in das südostasiatische Osttimor, das 2002 gerade erst nach einem langen Befreiungskrieg unabhängig geworden war. Da ihm das nötige Geld fehlt, will Kim das Land schon wieder verlassen, als er Kinder barfuß Fußball spielen sieht. Er kommt auf die Idee, Geld zu verdienen, indem er Fußballschuhe verkauft, und eröffnet deswegen ein Sportfachgeschäft. Er muss aber feststellen, dass keines der Kinder sich Schuhe oder Trikots leisten kann. Kim kommt daher auf die Idee, Schuhe für einen Dollar pro Tag zu verleihen. Die Jungen geben sich daraufhin Mühe, Geld zu verdienen. Kim erkennt das Talent der Jungs und sieht für sie sogar die Chance einer Profikarriere und beginnt, sie zu trainieren.
Der talentierteste Spieler hat Probleme, weil sein älterer Bruder nicht will, dass er mit dem Koreaner spielt. Ein Spiel um ein Schwein als Preisgeld verliert das Team. Dann brechen Unruhen aus und das Projekt steht vor dem Aus. Kim nutzt dann seine Kontakte und schafft es, ein Jugendteam aus Osttimor zum renommierten Internationalen Jugendturnier in Hiroshima zu bringen. Dort kommt die Mannschaft bis in das Endspiel.